# Осташово (Московская область)
Осташово — село в Воскресенском муниципальном районе Московской области. Входит в состав сельского поселения Ашитковское. Население — 32 чел. (2010).

## География
Село Осташово расположено в восточной части Воскресенского района, примерно в 4 км к северо-востоку от города Воскресенска. Высота над уровнем моря 134 м. Рядом с деревней протекает река Натынка. В селе 2 улицы, приписано 7 СНТ. Ближайший населённый пункт — деревня Потаповское.

## История
В 1926 году село являлось центром Осташевского сельсовета Усмерской волости Бронницкого уезда Московской губернии.
С 1929 года — населённый пункт в составе Воскресенского района Коломенского округа Московской области, с 1930-го, в связи с упразднением округа — в составе Воскресенского района Московской области. До 1958 года — центр Осташовского сельсовета.
До муниципальной реформы 2006 года Осташово входило в состав Барановского сельского округа Воскресенского района.

## Население
В 1926 году в селе проживало 594 человека (287 мужчин, 307 женщин), насчитывалось 115 хозяйств, из которых 85 было крестьянских. По переписи 2002 года — 43 человека (18 мужчин, 25 женщин).
| 1926 | 2002 | 2010 |
| ---- | ---- | ---- |
| 594  | ↘43  | ↘32  |